# Nispa
Nispa barbatus, és una espècie d'aranya araneomorfa de la subfamília Erigoninae, dins de la família Linyphiidae. És l'únic membre del gènere monotípic Nispa.
Fou descrita per primera vegada per Kiril Ieskov  l'any 1993,
És un endemisme de Rússia, on es pot trobar a les illes de Sakhalin i Kurils.